# Brutia Crispina
Brutia Crispina (en latín, Bruttia Crispina; 164 - 182/187) fue una noble romana famosa por ser emperatriz del Imperio y mujer del emperador Cómodo.

## Biografía
Se desconoce la identidad de la madre de Crispina, aunque sí se sabe la del padre, Cayo Brutio Presente, que fue cónsul, senador e hijo de Cayo Brutio Presente y de la rica Laberia Hostilia Crispina, hija a su vez del dos veces cónsul Manio Laberio Máximo. El hermano de Crispina fue el cónsul Lucio Brutio Quincio Crispino. La familia de su padre era originaria de Lucania (Italia) y estaba íntimamente relacionada con los emperadores Trajano, Adriano, Antonino Pío y Marco Aurelio. Crispina por su parte nació y se crio en Roma o Volceii.
Crispina contrajo matrimonio con Cómodo en el verano de 178 (probablemente en julio). A pesar de que la ceremonia fue modesta, el emperador repartió dádivas entre los asistentes. El sofista Julio Pólux compuso para la ocasión un epitalamio. Al igual que muchos matrimonios de esa época entre jóvenes miembros de las clases altas, esta unión había sido previamente acordada por los padres de ambos, Presente y Marco Aurelio. A pesar de su belleza, Brutia desagradaba a Cómodo, pues era mujer vana y altiva. Tras casarse, Brutia recibió el título de Augusta.
En el año 182 Crispina pudo haber estado embarazada, por lo que fue acusada de traición y adulterio, probablemente a instigación de Galeria Lucila. Como castigo, se le condenó al exilio en Capri y finalmente se la ejecutó. Esta teoría se basa en la emisión de monedas de la provincia de Egipto.